# Азаров, Юрий Петрович
Юрий Петрович Азаров (21 мая 1931 — 30 сентября 2012) — советский и российский художник, писатель, педагог, доктор педагогических наук, профессор, действительный член двух академий (творческой педагогики и экономической безопасности), член Союза писателей России. 
Многие его книги изданы и переведены на иностранные языки (США, Англия, Индия и др. страны). Картины экспонировались в Третьяковской галерее, в Кремле, ЦДЛ, ЦДРИ, в Королевском замке Варшавы, на выставках в Париже и Нью-Йорке.

## Биография
Окончил Харьковский университет. В течение 10 лет был проректором по науке Европейского университета права, научным руководителем Центра образования УВК № 1804 «Кожухово» г. Москвы, заведующим кафедрой педагогики и психологии Московского государственного университета культуры и искусств.
Группой российских литераторов и критиков выдвинут на получение Нобелевской премии по литературе 2008 года, выдвижение было поддержано Европейским университетом права. На рассмотрение комиссии Нобелевского комитета представлены романы «Пророки и пророчицы» (2007), «Паразитарий» (2006), «Подозреваемый» (2002), «Групповые люди» (1990) и «Печора» (1987). Он разработал новые программы по психологии для педагогических учебных заведений.
Скончался Ю. П. Азаров 30 сентября 2012 года. Похоронен на Машкинском кладбище в городе Химки Московской области (участок 6).

## Взгляды
В открытом письме к Владимиру Путину и Джорджу Бушу-младшему Юрий Азаров утверждает:

Поверьте, многоуважаемые и дорогие главы правительств: вся пошлейшая и гнуснейшая нынешняя культура держится благодаря вам. Попробуйте в течение одного-двух месяцев собирать и говорить с потенциальными нынешними дарованиями во всех отраслях науки, искусства, культуры о необходимости покончить с псевдокультурой и положить начало созданию великих нетленных произведений века — и вы получите неслыханный результат: как из рога изобилия посыпятся гениальные творения нового возрождения, незамедлительно появятся новые Эйнштейны, Циолковские, Хемингуэи, Достоевские и Толстые, Станиславские и Эйзенштейны, Фолкнеры и Набоковы.